# Osterburg
Osterbourg est une ville hanséatique de l'Altmark (Allemagne). Elle est située dans l'arrondissement de Stendal dans la Saxe-Anhalt. Son nom officiel, après que des villages voisins eurent rejoint la municipalité en 2008, est devenu Hansestadt Osterburg (Altmark), c'est-à-dire Osterbourg, ville hanséatique de l'Altmark.

## Histoire
La ville a été mentionnée pour la première fois en 1157. Osterburg a reçu ses privilèges de ville en 1208.
En 1359, Osterburg devient un membre de la Hansa, et à la fin du Moyen Âge la ville avait à peu près 1 500 habitants. En 1761, deux tiers de la ville furent dévastés par un grand incendie.

## Bâtiments et sites notables
Comme Osterburg était un membre de la Ligue hanséatique, plusieurs bâtiments dans le centre historique furent construits en gothique de brique comme à Lübeck, la capitale de la ligue.
L'église Saint-Nicolas a été consacrée en 1188. Aujourd'hui elle se présente comme une Église-halle gothique avec trois nefs car elle fut transformée au XVe siècle.
L'Hôtel de ville, qui se trouve à la Place du Marché en face de l'église, fut construit en 1771 et restauré dans les années 1879 et 1905.
Au centre d'Osterburg, il y a plusieurs maisons à colombages intéressantes, par exemple la maison Ratskeller en face de l'Hôtel de ville et la maison Kreyenburgsches Haus, construite en 1770, où se trouve la bibliothèque. Le bâtiment du musée fondé en 1936 se trouve dans une maison à colombages construite en 1762.
Une petite partie du mur de la ville construit aux temps médiévaux est conservée à l' est du centre historique d'Osterburg près du lycée.
La Chapelle de Saint-Martin, fondée au XIIe siècle, fut transformée en une petite église gothique en 1868. La partie la plus vieille, qui se compose des gravats et de petits blocs erratiques, est clairement reconnaissable. La chapelle se situe à l'est de la ville en dehors du centre historique et elle sert de chapelle du cimetière.

## Transports
Depuis 1849, une ligne ferroviaire existe avec Magdebourg, la capitale de la Saxe-Anhalt, et Wittenberge. La ville d'Osterburg est desservie par les trains Regionalbahn et se trouve également raccordée au réseau urbain de la S-Bahn de Magdebourg.
La Bundesstraße 189 (Magdeburg–Wittenberge) est la principale route pour rejoindre Osterburg. Une extension de la Bundesautobahn 14 vers Schwerin et Magdebourg est en travaux et será inaugurée entre 2025 et 2027.

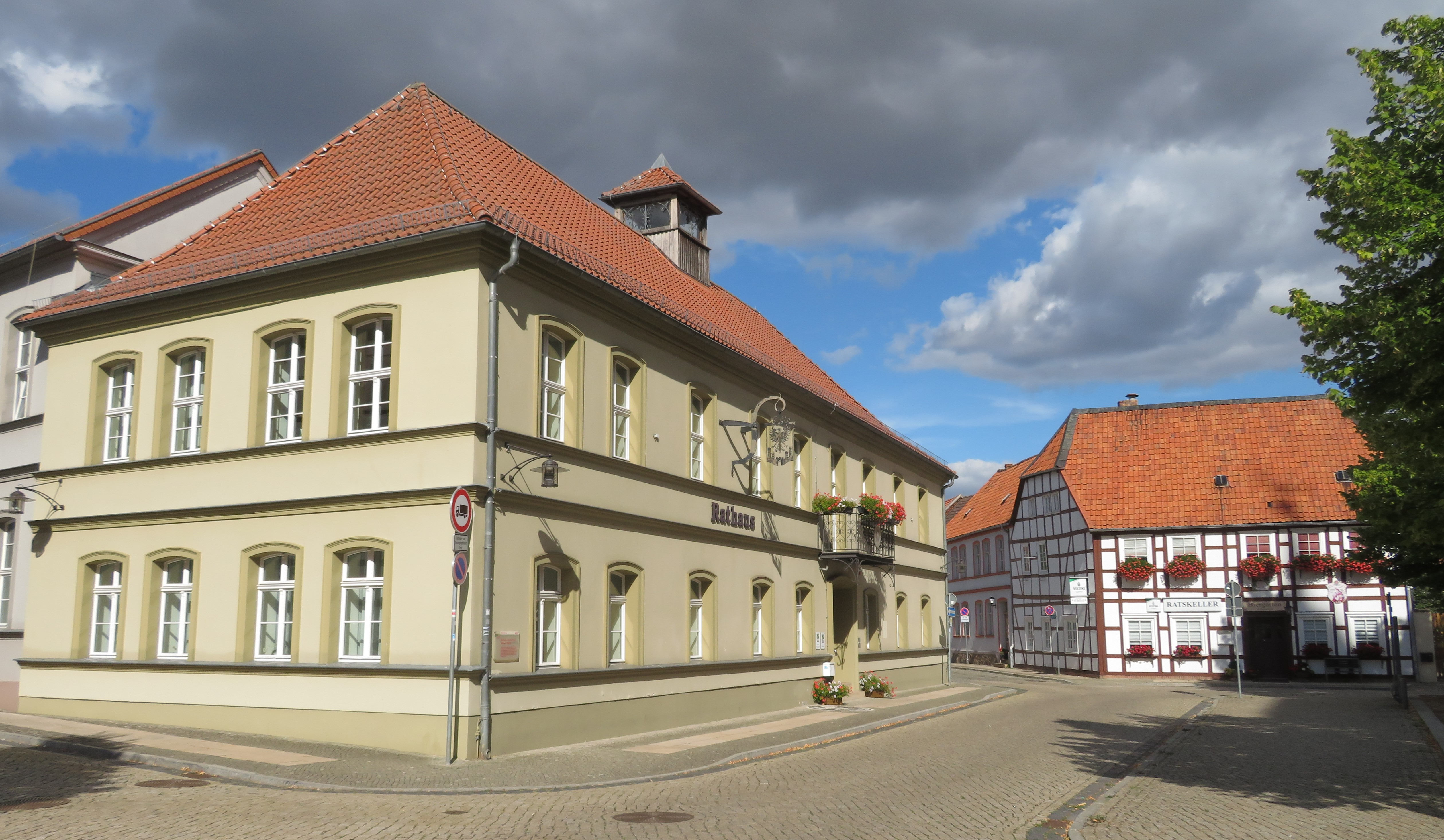
L'Hôtel de ville
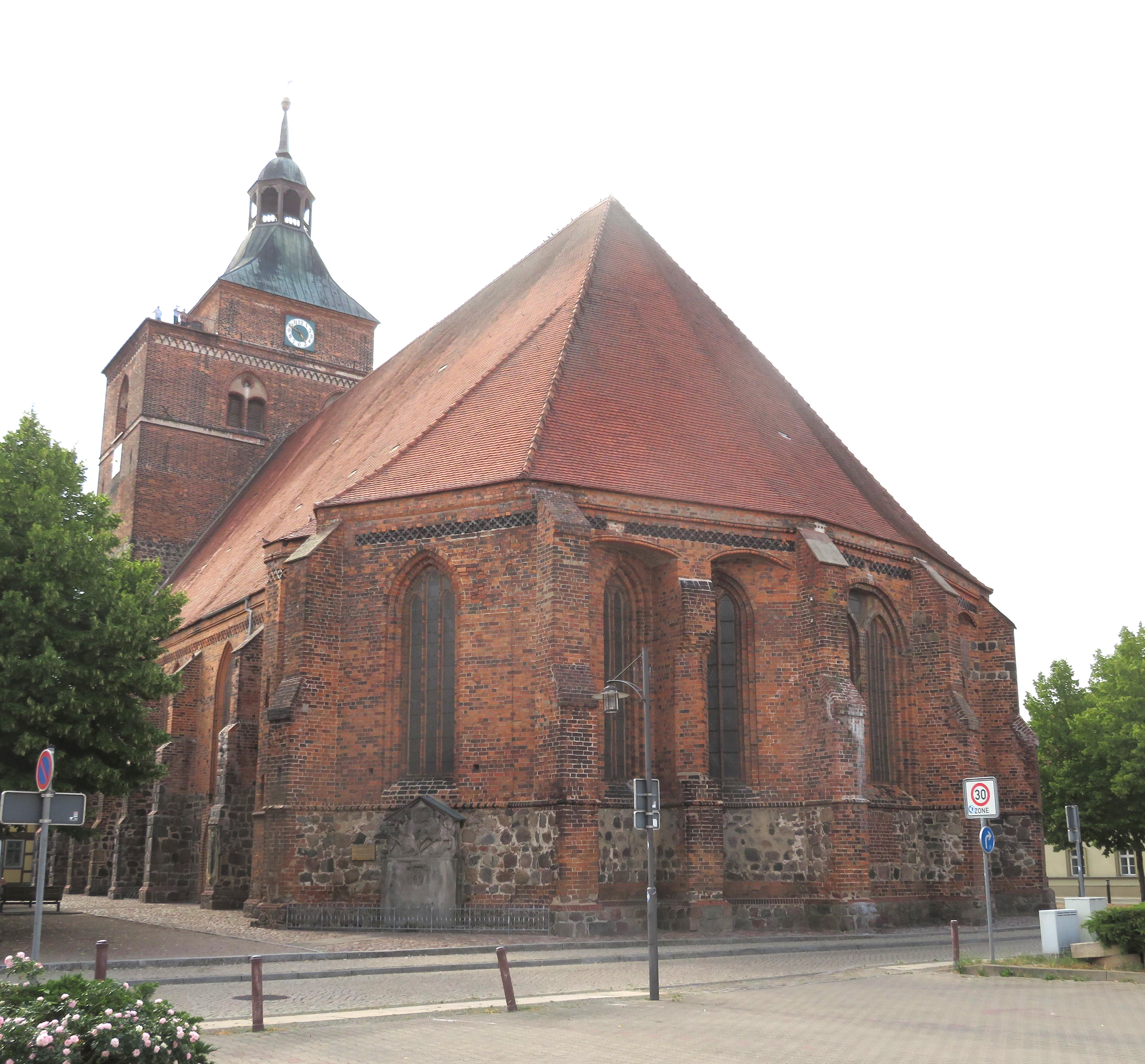
L'église Saint-Nicolas
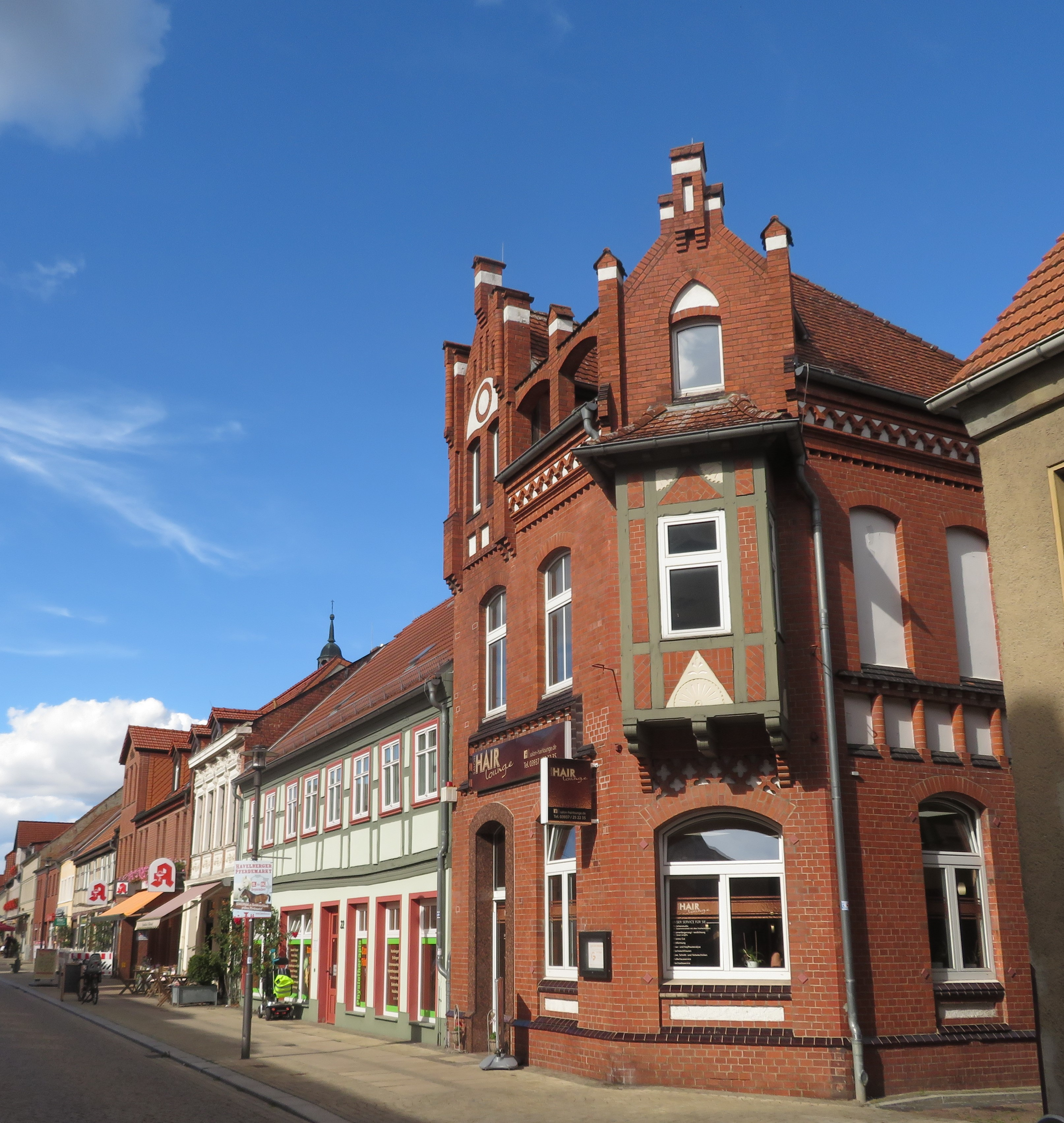
La Grand-rue (Breite Straße), partie de l'est
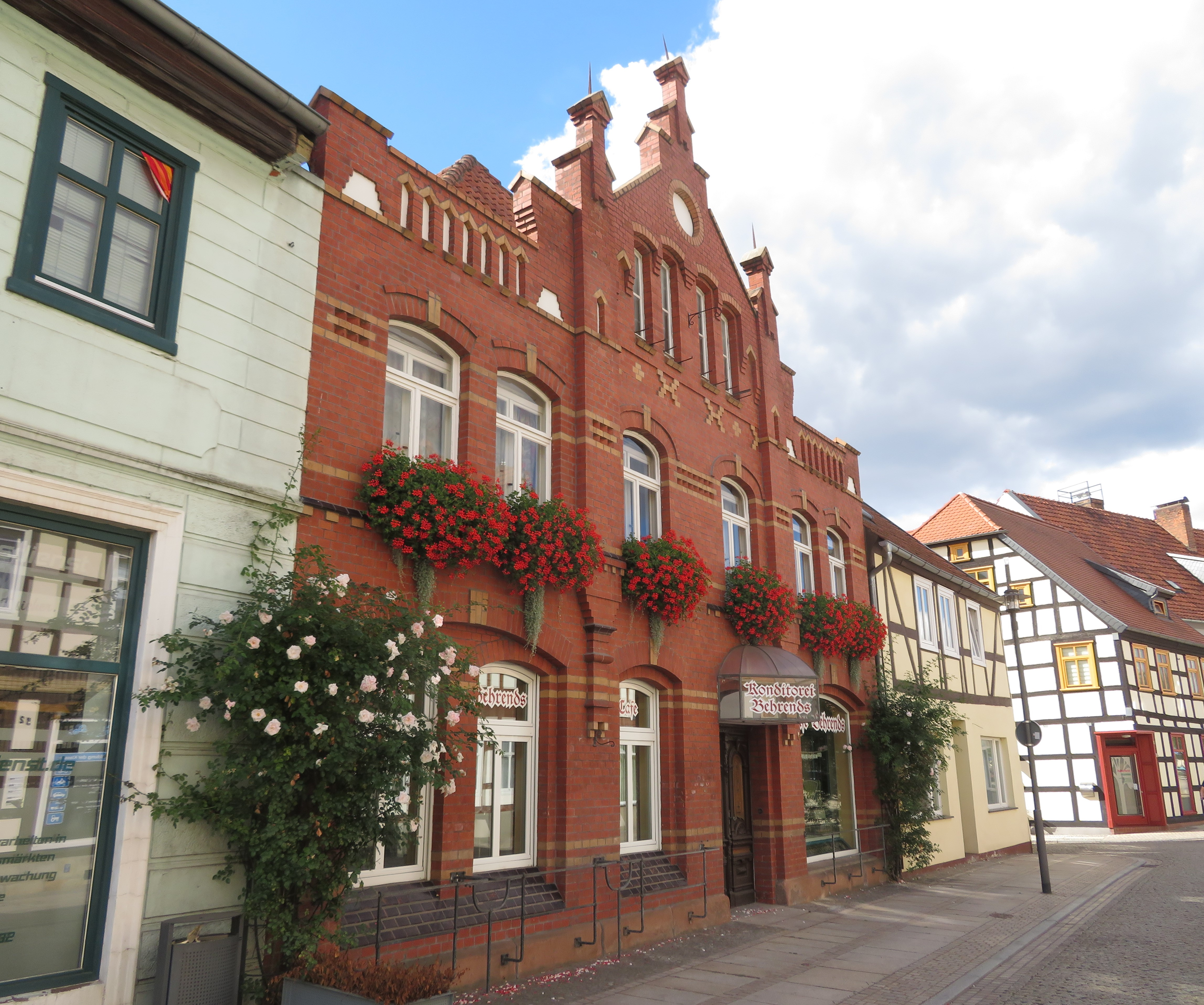
La Grand-rue (Breite Straße), partie de l'ouest
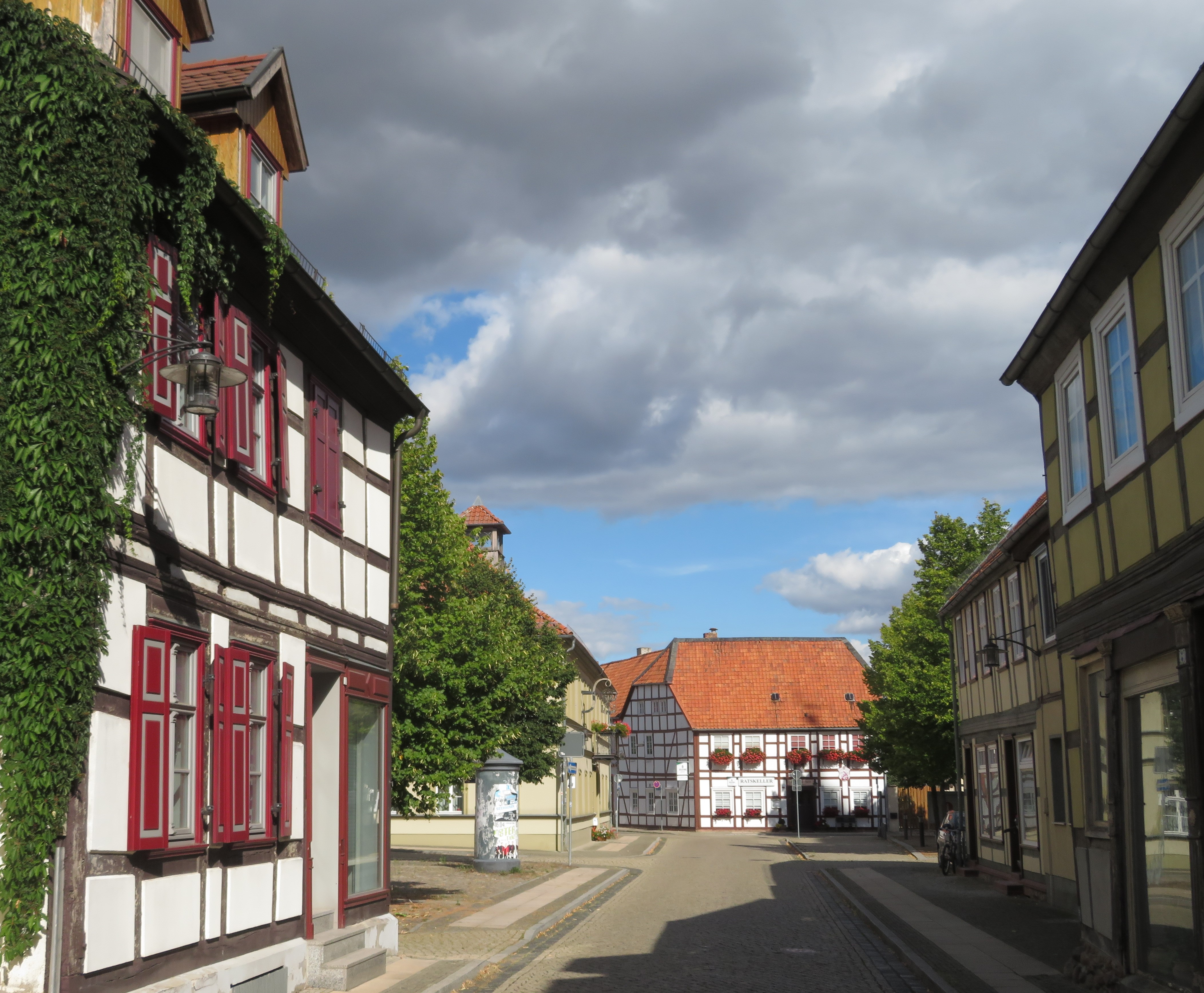
Place du Marché
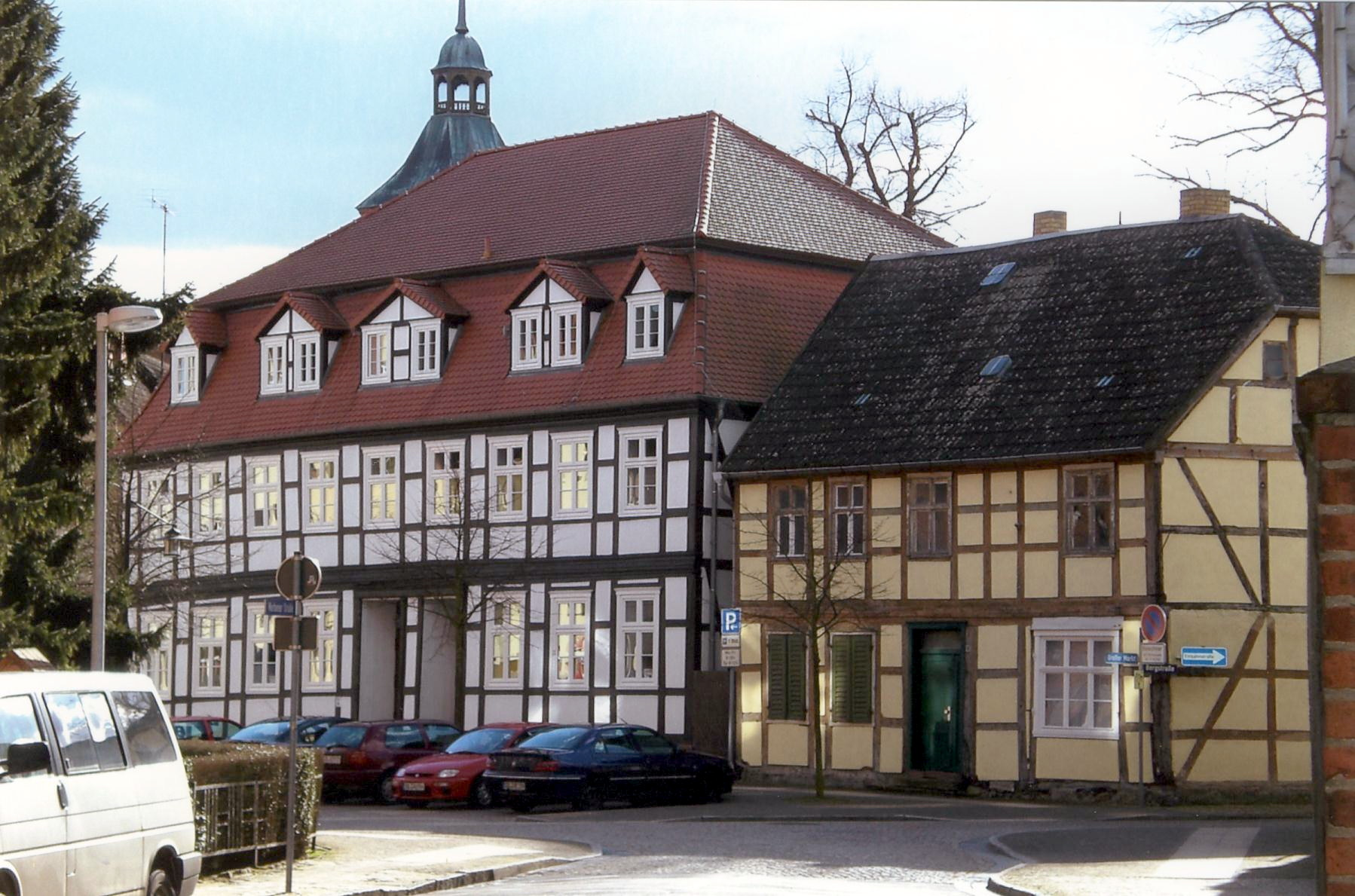
La maison Kreyenbergsches Haus (à gauche)
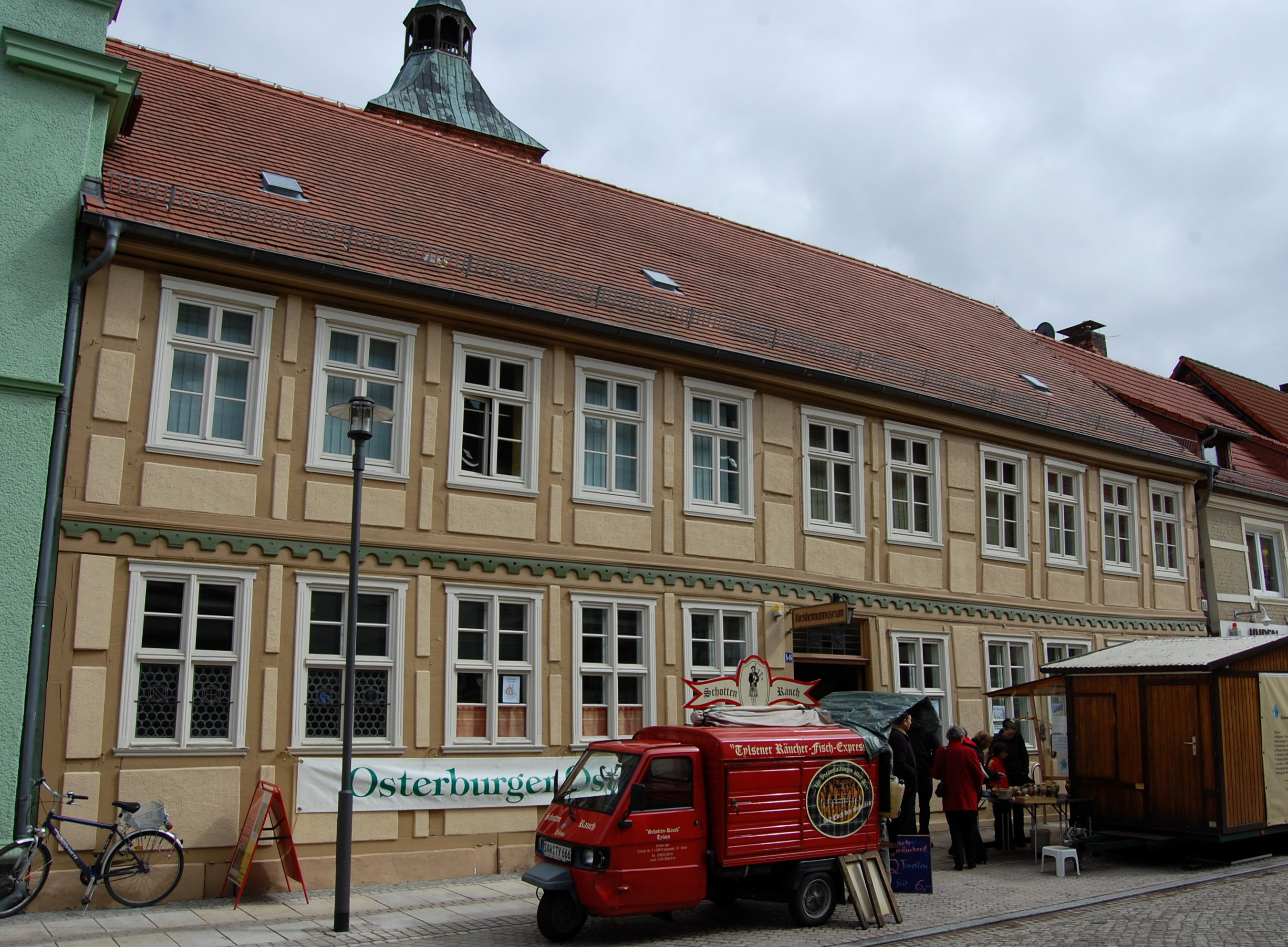
Le musée
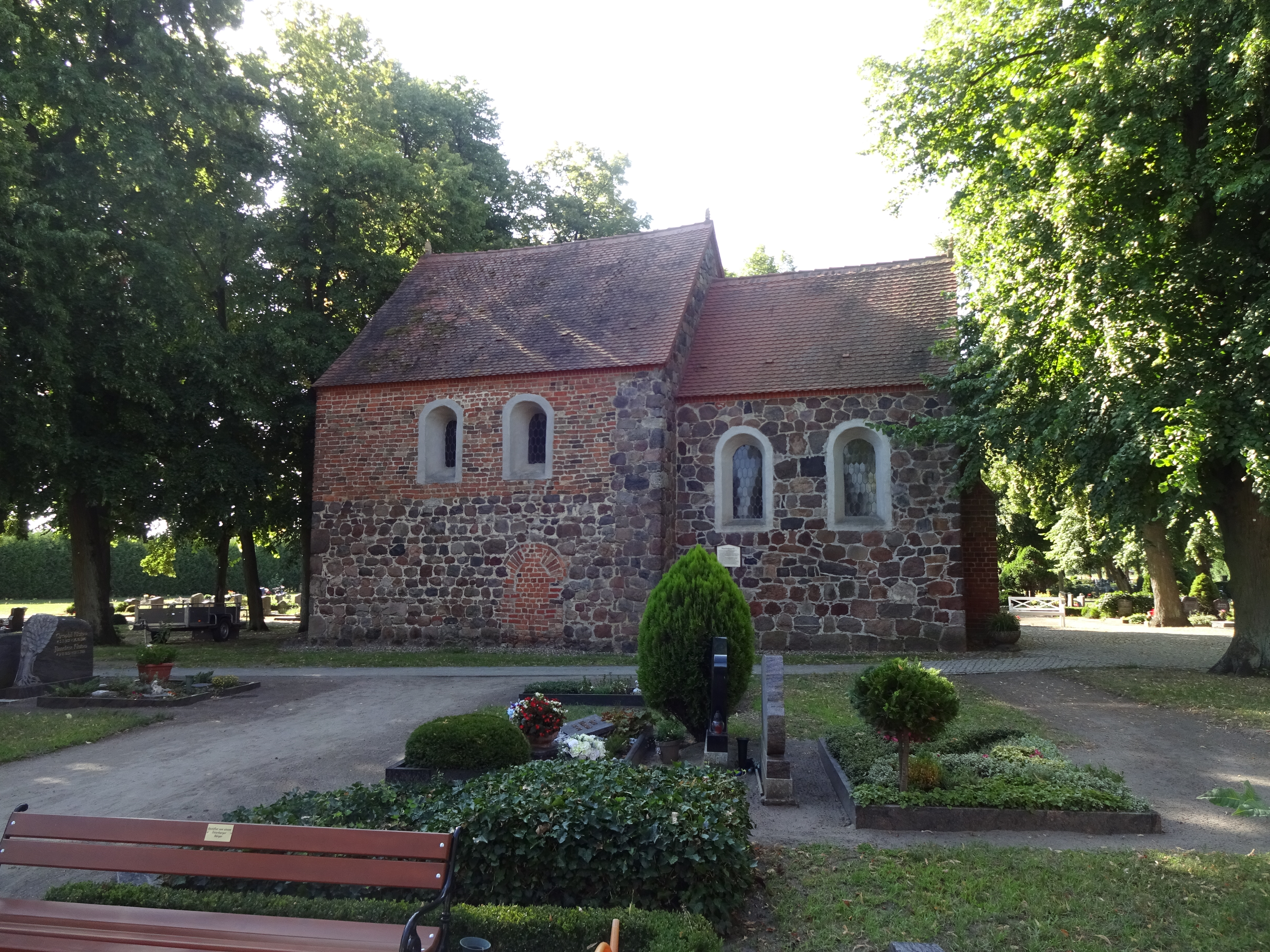
Chapelle de Saint-Martin

## Personnalités
- Friedrich Wilhelm Dieterichs (1702-1782), architecte mort à Orpensdorf.
- Georg Lindemann (1844-1963), général né dans la commune.
- Ernst von Jagow (1853-1930), homme politique né au château de Calberwisch (de)
- Paul Lipke (1870-1955), joueur d'échecs mort à Osterburg.
- Rudolf Bamler (1896-1972), général né dans la commune.
- Gunnar Solka (1970-), acteur né dans la commune.